# Sucha reka (obwód Wielkie Tyrnowo)
Sucha reka (bułg. Суха река) – wieś w Bułgarii, w obwodzie Wielkie Tyrnowo, w gminie Wielkie Tyrnowo. W 2024 roku liczyła 2 mieszkańców.